# V (албум)
V е неиздаденият пети студиен албум на американската група Джонас Брадърс, изначало насрочен за издаване през 2013 г. чрез лейбъла Джонас Ентърпрайз. Албумът представлява завръщането на групата на музикалната сцена след четвъртия им студиен албум, Lines, Vines and Trying Times, издаден през 2009 г.

## История
| „                                                                       | Смятам, че е най-добрият ни албум до момента. | “ |
| Ник Джонас за новия албум в интервю за „Джонас Брадърс: На живо от МТВ“ |                                               |   |

Албумът, насрочен за края на 2013 г., е петият студиен на Джонас Брадърс след Lines, Vines and Trying Times, издаден през 2009 г., и първият им след откъсването им от лейбъла Холивуд Рекърдс. Първите намеци за събирането на групата започват през март 2012 г., когато през официалния туитър акаунт на групата е публикувано видео с братята в домашното им звукозаписно студио, придружено от тага „#JonasBrothers2012“. По същото време Джо провежда турне за популяризиране на дебютния си соло албум, а Ник участва в продукцията на Бродуей How To Succeed In Business Without Really Trying. Първият концерт на братята като група от турнетата след Кемп Рок 2: Последният концерт и Jonas L.A. насам е обявен от Райън Сийкрест на 17 август 2012 г. в предаването му On Air with Ryan Seacrest. През септември, наред с изявлението, че нов сингъл е на път, са обявени два концерта в Русия, които се провеждат на 6 и 8 ноември същата година в, съответно, Санкт Петербург и Москва. На 3 октомври в документалния сериал Женена за Джонас е показана част от песента от предстоящия албум „Meet You In Paris“. В интервю на 22 март 2013 г. Джо разкрива, че песента е вдъхновена отчасти от Бруно Марс, а по-късно братята споменават, че музиката на Франк Оушън също е имала огромен ефект върху новия албум, и дори канят хора от екипа му да участват в писането на песни. На 10 април от Юнивърсъл Мюзик Груп съобщават, че Джонас Брадърс са подписали договор за световно разпространение на предстоящите си издания. По време на участието си в музикалната част на Мис САЩ 2013 на 15 юни братята изпълняват песента „Neon“, част от която е пусната в интернет на следващия ден. На 10 юли, по време на концерта си Чикаго, обявяват, че името на предстоящия албум е „V“, римската цифра 5, и за пръв път изпълняват песента „Found“.

## Реклама
Фестивали
Пръв в редицата от фестивали, на които групата изпълнява песни от предстоящия си албум, е проведеният на 1 декември 2012 г. „Jingle Ball“ (Джингъл Бал), където братята представят песните „Wedding Bells“ и „Let's Go“. Същите песни, както и хитове от предишните си албуми, те изпълняват още на южноамериканския фестивал „Viña del Mar“ (Виня дел Мар), на 26 февруари 2013 г. На 1 юни участват в мексиканския фестивал „Acapulco“ (Акапулко), а на 19 юни – на „Live Music Day“ (Лайв Мюзик Дей). През юли групата има две участия – в „Red, Hot & Boom“ (Ред, Хот енд Буум) на 3 юли и „Mixtape Festival“ (Микстейп Фестивъл) в Пенсилвания на 27 юли. За по-късно през годината е насрочена поява на концерта „We Day“ (Уи Дей), на 8 октомври.
Телевизионни и радио изяви
На 9 април Джонас Брадърс изпълняват водещия сингъл от новия си албум в изданието на токшоуто Late Night with Jimmy Fallon, а на 17 април и в Today Show. На следващия ден се появяват в Live! with Kelly and Michael, където изпълняват „Pom Poms“ и „The First Time“ и обсъждат предстоящия албум. На 16 юни Ник е водещ на конкурса Мис САЩ 2013 и по време на концертната част от събитието се присъединява към братята си, за да изпълни с първите два сингъла от новия албум и новата песен „Neon“. В Канада групата рекламира албума си на 17 и 18 юли и се появява в предаването „Breakfast Television“ в Торонто. На 25 юли провеждат акустична сесия на живо за радио „Z100“.
Турнета
Братята рекламират предстоящия си албум с турнетата Jonas Brothers World Tour 2012/2013 и Jonas Brothers Live Tour, провеждащо се през лятото на 2013 г. Освен вече издадените водещи сингли и песните, изпълнени на различни фестивали, на първия концерт от лятното си турне на 10 юли за пръв път изпълняват и песните „Found“, „What Do I Mean To You“, „Don't Say“ и „The World“.

## Сингли
- Първият сингъл от албума, „Pom Poms“, изтича в интернет на 30 март 2013 г., три дни преди официалното му издаване на 2 април. На 11 април песента достига шестдесета позиция в класацията Billboard Hot 100.
- „First Time“ е вторият сингъл от V и е обявен на 12 юни. След ранното му изтичане в интернет, сингълът е издаден на 25 юни.

## Записани песни
- „Pom Poms“ (продуцирана от Ник Джонас)
- „Wedding Bells“ (изпълнявана и продуцирана от Ник Джонас)
- „Don't Say“ (продуцирана от Ник Джонас)
- „First Time“ (продуцирана от Ник Джонас)
- „Let's Go“ (продуцирана от Ник Джонас)
- „Sandbox“ (продуцирана от Ник Джонас)
- „The World“ (продуцирана от Ник Джонас)
- „Neon“ (продуцирана от Ник Джонас)
- „What Do I Mean To You“ (продуцирана от Ник Джонас)
- „Found“ (продуцирана от Ник Джонас)
- „Meet You In Paris“ (продуцирана от Ник Джонас)

|  | Тази страница частично или изцяло представлява превод на страницата V (Jonas Brothers album) в Уикипедия на английски. Оригиналният текст, както и този превод, са защитени от Лиценза „Криейтив Комънс – Признание – Споделяне на споделеното“, а за съдържание, създадено преди юни 2009 година – от Лиценза за свободна документация на ГНУ. Прегледайте историята на редакциите на оригиналната страница, както и на преводната страница, за да видите списъка на съавторите. ВАЖНО: Този шаблон се отнася единствено до авторските права върху съдържанието на статията. Добавянето му не отменя изискването да се посочват конкретни източници на твърденията, които да бъдат благонадеждни. |